# Рорер, Генрих
Ге́нрих Ро́рер (нем. Heinrich Rohrer; 6 июня 1933, Букс — 16 мая 2013, Воллерау) — швейцарский физик, лауреат Нобелевской премии по физике в 1986 г. (половина премии, совместно с Гердом Биннигом «за изобретение сканирующего туннелирующего микроскопа»; вторую половину премии получил Эрнст Руска «за работу над электронным микроскопом».)

## Биография
После окончания школы осенью 1951 г. Рорер поступил, случайно (согласно его автобиографии), в Высшую техническую школу в Цюрихе на физическое отделение. Среди его преподавателей были Вольфганг Паули и Пауль Шеррер. В 1955 г. Рорер начинает работать над диссертацией, на кафедре Йоргена Ольсена, по теме изменения длины сверхпроводников при переходе в сверхпроводящее состояние, индуцированном магнитным полем. В 1963 г. Рорер перешёл в исследовательские лаборатории IBM в Рюшликоне, где он работал над эффектом Кондо и после встречи с Гердом Биннигом разработал совместно с ним сканирующий туннельный микроскоп.
Иностранный член Национальной академии наук США (1988), Российской академии наук (2006).

## Публикации
- K. W. Blazey, H. Rohrer. Antiferromagnetism and the Magnetic Phase Diagram of GdAlO3. // Phys. Rev. V. 173, № 2, P. 574—580 (1968).
- Gerd Binnig, Heinrich Rohrer. Gerät zur rasterartigen Oberflächenuntersuchung unter Ausnutzung des Vakuum-Tunneleffekts bei kryogenischen Temperaturen. // Europäische Patentanmeldung 0 027 517, Priorität: 20.9.1979 CH 8486 79.
- G. Binnig, H. Rohrer, C. Gerber, E. Weibel. Surface studies by scanning tunneling microscopy. // Phys. Rev. Lett. V. 49, № 1, P. 57 — 61 (1982).
- Gerd Binnig, Heinrich Rohrer, C. Gerber, E. Weibel. Tunneling through a Controllable Vacuum Gap. (недоступная ссылка) // Appl. Phys. Lett. V. 40, P. 178 (1982).
- Г. Бинниг, Г. Рорер. Сканирующая туннельная микроскопия — от рождения к юности: Нобелевская лекция. // УФН, Т. 154, № 2 (1988).
- Г. Бинниг, Г. Рорер. Сканирующая туннельная микроскопия — от рождения к юности: Нобелевская лекция. // Атомы «глазами» электронов. — М.: Знание, 1988.